# Carlos Marighella
Carlos Marighella (Salvador, 5 de desembre de 1911 - São Paulo, 4 de novembre de 1969) va ser un polític i guerriller brasiler, un dels principals organitzadors de la lluita armada contra la dictadura militar instaurada al Brasil després del cop d'estat de 1964. La seva obra més coneguda és el polèmic, i en el seu dia censurat, Minimanual do guerrilheiro urbano.

## Biografia

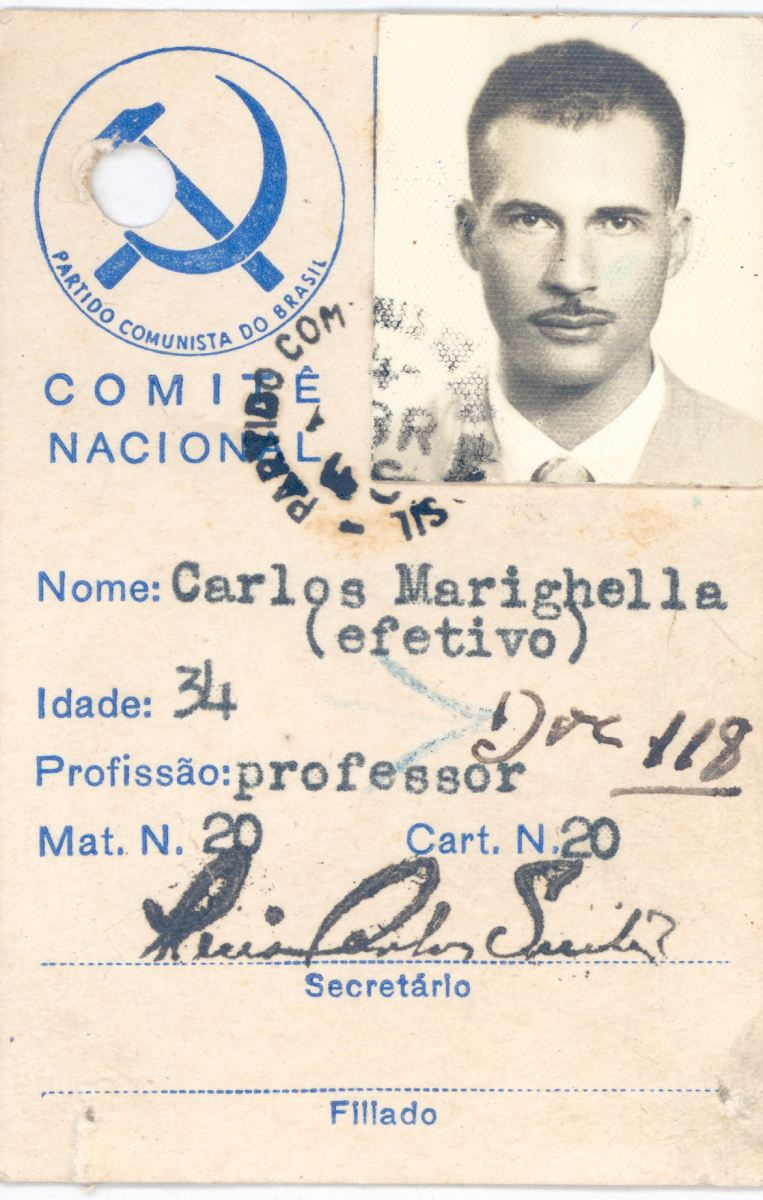
Carnet de Carlos Marighella que l'acreditava com a militant del PCB

Va ser un dels set fills de l'obrer Augusto Marighella, immigrant italià, i Maria Rita do Nascimento, dona negra i filla d'esclaus. Va cursar tant l'escola primària com la secundària a la seva ciutat natal de Salvador (capital de l'estat de Bahia), i el 1934 va abandonar l'Escola Politècnica d'aquesta ciutat per a ingressar al jove Partit Comunista Brasiler (PCB).
Es va convertir en alliberat del PCB i es va traslladar a Rio de Janeiro, en aquells dies capital del país, per a treballar en la reorganització i reestructuració del PCB. El maig de 1936 va ser detingut acusat de subversió, detenció que va durar fins al juliol de l'any següent. En sortir de la presó va passar a la clandestinitat, fins a ser detingut de nou el 1939. Va estar empresonat fins al 1945, quan va ser beneficiat amb una amnistia com a resultat del procés de democratització que llavors vivia el país.
Elegit diputat federal constituent per la delegació bahiana del PCB el 1946, va perdre el càrrec el 1948 a causa del decret que va declarar la il·legalitat dels comunistes brasilers. De retorn a la clandestinitat, va ocupar diversos càrrecs en la direcció del PCB.
Els anys 1953 i 1954 els va passar a la recentment fundada República Popular de la Xina, on va poder entrevistar-se personalment amb Mao Zedong. També en aquells anys visità la Unió Soviètica, poc després de la mort de Ióssif Stalin, i poc abans del breu desglaç de Khrusxov.

## Sorgiment de l'ALN
El 8 de maig de 1964, poc després d'haver tingut lloc el cop militar que va instaurar l'última dictadura militar brasilera, Marighella va ser tirotejat al pit i detingut per agents de la policia militar (DOPS) en un cinema de Rio de Janeiro. Alliberat el 1965 després d'interposar un recurs d'habeas corpus, l'any següent va optar per la lluita armada contra la dictadura. A causa d'aquesta decisió, seria finalment expulsat del «merament burocràtic» PCB el 1967. A l'agost, Marighella havia anat a Cuba per a participar en la conferència de l'Organització de Solidaritat dels Pobles d'Àfrica, Àsia i Amèrica Llatina (OSPAAAL, més coneguda com la Tricontinental), la qual postulava la lluita armada a partir de la conformació de guerrilles marxistes com a mitjà per intentar accedir al poder en els diferents països.
Alguns mesos després, el febrer de 1968, després de la mort del guerriller Che Guevara a Bolívia, Marighella va fundar un grup armat marxista, autodenominat Ação Libertadora Nacional (ALN).
El setembre de 1969, va donar suport al segrest a Rio de Janeiro de l'ambaixador estatunidenc Charles Elbrick, en una acció conjunta de l'ALN i de l'MR-8. A causa de l'espectacularitat de l'acció, i a la mateixa dinàmica ferotge del règim militar, els òrgans repressius de l'Estat brasiler van concentrar els seus esforços en capturar Marighella.
La nit del 4 de novembre de 1969, Marighella va ser sorprès per una emboscada en un carrer de la ciutat de São Paulo. Va resultar mort a trets per agents del DOPS en una acció coordinada per Sérgio Fleury.

## Llegat
Després de la mort de Marighella, l'ALN va continuar activa fins al 1974. El seu successor en el comandament de l'ALN va ser Joaquim Ferreira Camara, que també seria abatut l'any següent. Els militants més actius de l'ALN a São Paulo foren Yuri Xavier Ferreira i Ana Maria Nacinovic, els quals continuaren realitzant arriscades activitats propagandístiques contra la dictadura militar fins al 1972, any en què trobarien la mort. A més, 18 militants resultarien morts i cinc serien comptabilitzats com a desapareguts. L'últim líder de l'ALN fou Carlos Eugenio Sarmento da Paz, que va aconseguir sobreviure exiliant-se a l'Estat francès.
El 1996, el Ministeri de Justícia brasiler va reconèixer la responsabilitat de l'Estat en la mort de Carlos Marighella. El 7 de març de 2008, el govern del Partido dos Trabalhadores, en coalició amb el Partit Comunista, va decidir que a la seva companya en vida, Clara Charf, li corresponia una pensió vitalícia per part del Govern Federal de Brasil.

## Minimanual do guerrilheiro urbano
Marighella va escriure el famós Minimanual do guerrilheiro urbano el juny de 1969 (el mateix any de la seva tràgica mort), per a proporcionar una guia pràctica orientativa als grups armats marxistes. No obstant això, ell tendia a veure la guerrilla urbana com un suport (per moments distractiu) en favor dels focus insurgents rurals (segons la concepció guevarista), i no com a grups autònoms que operessin a les ciutats.
El manual va circular en nombroses versions mecanografiades i fotocopiades. Per la seva banda, en la dècada de 1980, la CIA en va realitzar traduccions a l'anglès i al castellà per a distribuir-lo entre els seus serveis d'intel·ligència aliats arreu del món, i per a servir com a material didàctic d'ensenyament per als grups contrainsurgents que s'entrenaven a la funestament coneguda Escola de les Amèriques que el Govern dels Estats Units mantenia al Panamà. De fet, no era la primera vegada que es feia una cosa així, car el llibre del Che Guevara de 1960, La guerra de guerrillas, havia estat traduït a l'anglès per a ser estudiat en profunditat.

### Altres escrits polítics
A causa de la censura imposada als llibres polítics per part de la dictadura militar, alguns dels escrits de Marighella primer veren la llum en forma de traduccions a l'estranger, en lloc de fer-ho a través dels seus originals en portuguès. Per exemple, Pela libertação do Brasil va ser traduït al francès i publicat el 1970, un any després de la seva mort, gràcies a l'aportació monetària d'alguns intel·lectuals marxistes.
Actualment estan disponibles Alguns aspectos da renda da terra no Brasil (1958), Algumas questões sobre as guerrilhas no Brasil (1967) i Chamamento ao povo brasileiro (1968).

## Filmografia
- Marighella, retrato falado do guerrilheiro (Sílvio Tendler, Brasil, 55 minuts).
- É preciso não ter medo (Brasil, 32 min).
- Marighella (Wagner Moura, 2019)[5]